# Мдауруш
Мда́уруш (араб. مداوروش‎, также М'Дауруш, ист. Мадавра) — город на северо-востоке современного Алжира, в провинции Сук-Ахрас, по переписи 1998 года насчитывал 24 919 жителей. Основан как римская колония в ходе Второй Пунической войны. Родной город римского писателя и философа Апулея и место, где учился Августин Блаженный.

## История
Город Мадавра (лат. Madaura) возник в II—I до н. э. в ходе или после завершения Второй Пунической войны как поселение римских ветеранов и их семей. Расположенный на границе Нумидии с владениями туарегов (гетулов в римских источниках), он вошёл в цепь защитных укреплений и поселений на границах формировавшейся на завоёванных землях римской провинции Африка. В Римской империи практиковалось расселение ветеранов на границах империи с дарованием им земли и некоторых привилегий, чтобы в случае неприятельских набегов они могли бы заменить постоянные гарнизоны. В позднее время такие солдаты-поселенцы назывались limitanei («пограничные»).

## Современность
Сейчас этот город это небольшое туристическое поселение, населенное в основном арабами. И хоть в городе формально действует христианский епископат, все же абсолютное большинство людей в этом городе исповедуют ислам. В городе кроме древних руин, оставшихся со времен древнего Рима, нет ничего привлекательного.